# Marinaleda (film)
Pour les articles homonymes, voir Marinaleda (homonymie).
Pour plus de détails, voir Fiche technique et Distribution.
Marinaleda est un film français réalisé par Louis Séguin et sorti en 2023.

## Fiche technique
- Titre : Marinaleda
- Réalisation : Louis Séguin
- Scénario : Simon Cornaz et Louis Séguin
- Costumes : Séverine Bourdais
- Décors : Lola Breton
- Photographie : Martin Rit
- Montage : Léo Richard
- Son : Elton Rabineau
- Montage son : Antoine Bailly
- Mixage : Simon Apostolou
- Maquillage : Fabien Celhay
- Production : Hippocampe Productions
- Pays de production :  France
- Durée : 51 minutes
- Dates de sortie : 
  - Pays-Bas : janvier 2023 (Festival international du film de Rotterdam)
  - France - 5 juillet 2023 (sortie en salle avec le court métrage Saintonge Giratoire de Quentin Papapietro)

## Distribution
- Pauline Belle
- Luc Chessel
- François Rivière

## Distinctions

### Récompenses
- Prix du jury « Ciné+ » et prix d'interprétation féminine (pour Pauline Belle) aux Rencontres internationales du moyen métrage de Brive 2023[1]

### Sélections
- Festival international du film de Rotterdam 2023
- Festival Côté court de Pantin 2023
- Festival international du cinéma indépendant IndieLisboa de Lisbonne 2023